# Rhynchospora tracyi
Rhynchospora tracyi là loài thực vật có hoa trong họ Cói. Loài này được Britton miêu tả khoa học đầu tiên năm 1892.